# 渡邊裕子 (ローカルタレント)
渡邊 裕子（わたなべ ひろこ、3月12日 - ）は、宮城県を中心に活動するローカルタレント。
山形県山形市出身。血液型はA型。MOCプランニング所属。

## 人物
- 趣味：音楽、わんこ、パン作り、釣り、ゲーム、ライブを見に行く、娘と遊ぶ。
- 特技：水泳、速読。

## 現在の担当番組
- ミヤギテレビ『OH!バンデス』レギュラー

## 過去の担当番組
- TBCテレビ他『ふしぎのトビラ』レギュラー
- 釣りビジョン『東北つれつれ団』レギュラー
- 東日本放送『アルヨ』
- 仙台CATV『ボンボンTV』